# Христианство в Сан-Томе и Принсипи
Христианство в Сан-Томе и Принсипи — крупнейшая религия в стране.
По данным исследовательского центра Pew Research Center в 2010 году в Сан-Томе и Принсипи проживало 140 тыс. христиан, которые составляли 82,1 % населения этой страны. Энциклопедия «Религии мира» Дж. Г. Мелтона оценивает долю христиан в 2010 году в 95,7 % (158 тыс. верующих).
Крупнейшим направлением христианства в стране является католицизм. В 2000 году в Сан-Томе и Принсипи действовало 45 христианских церквей и мест богослужения, принадлежащих 19 различным христианским деноминациям.
Помимо основного населения государства — креолов Сан-Томе и Принсипи, христианство в этой стране исповедуют ангольцы, выходцы с Кабо-Верде, португальцы и представители народа фанг.